# Kudardup
Kudardup är en ort i Australien. Den ligger i kommunen Augusta-Margaret River Shire och delstaten Western Australia, omkring 270 kilometer söder om delstatshuvudstaden Perth.
Trakten är glest befolkad. Närmaste större samhälle är Augusta, nära Kudardup. 
I omgivningarna runt Kudardup växer i huvudsak städsegrön lövskog. Genomsnittlig årsnederbörd är 1 147 millimeter. Den regnigaste månaden är maj, med i genomsnitt 198 mm nederbörd, och den torraste är februari, med 10 mm nederbörd.